# كارلوس ألبرتو سيلفا
كارلوس ألبرتو سيلفا (بالبرتغالية: Carlos Alberto Silva‏) هو مدرب كرة قدم ولاعب كرة قدم برازيلي، ولد في 14 أغسطس 1939 في Bom Jardim de Minas ‏ في البرازيل، وتوفي في 20 يناير 2017 في بيلو هوريزونتي في البرازيل.

## وصلات خارجية
- كارلوس ألبرتو سيلفا على موقع قاعدة بيانات كرة القدم.إي يو (الإنجليزية)
- كارلوس ألبرتو سيلفا على موقع عالم كرة القدم.نت (الإنجليزية)
- كارلوس ألبرتو سيلفا على موقع أوليمبيديا (الإنجليزية)